# Appenai-sous-Bellême
Appenai-sous-Bellême – miejscowość i gmina we Francji, w regionie Normandia, w departamencie Orne.
Według danych na rok 1990 gminę zamieszkiwały 223 osoby, a gęstość zaludnienia wynosiła 21 osób/km² (wśród 1815 gmin Dolnej Normandii Appenai-sous-Bellême plasuje się na 665. miejscu pod względem liczby ludności, natomiast pod względem powierzchni na miejscu 469.).